# Monale
Monale – miejscowość i gmina we Włoszech, w regionie Piemont, w prowincji Asti.
Według danych na styczeń 2009 gminę zamieszkiwało 1049 osób przy gęstości zaludnienia 115,1 os./1 km².